# Teruelius mahafaliensis
Espèce
Synonymes
- Grosphus mahafaliensis Lourenço, Goodman & Ramilijaona, 2004

Teruelius mahafaliensis est une espèce de scorpions de la famille des Buthidae.

## Distribution
Cette espèce est endémique de la région d'Atsimo-Andrefana à Madagascar. Elle se rencontre vers Efoetse.

## Description
Le mâle holotype mesure 43,9 mm.

## Systématique et taxinomie
Cette espèce a été décrite sous le protonyme Grosphus mahafaliensis par Lourenço, Goodman et Ramilijaona en 2004. Elle est placée dans le genre Teruelius par Lowe et Kovařík en 2019, dans le genre Grosphus par Lourenço, Rossi, Wilmé, Raherilalao, Soarimalala et Waeber en 2020 puis dans le genre Teruelius par Lowe et Kovařík en 2022.

## Étymologie
Son nom d'espèce, composé de mahafal[y] et du suffixe latin -ensis, « qui vit dans, qui habite », lui a été donné en référence au lieu de sa découverte, le plateau de Mahafaly.

## Publication originale
- Lourenço, Goodman & Ramilijaona, 2004 : « Three new species of Grosphus Simon from Madagascar (Scorpiones, Buthidae). » Revista Ibérica de Aracnología, no 9, p. 225-234 (texte intégral).